# Marius Mihalache
Marius Ovidiu Mihalache (Iași, 14 dicembre 1984) è un calciatore rumeno, difensore dell'USV Iași.

## Caratteristiche tecniche
È un terzino destro.